# Aragonés ribagorzano
El aragonés ribagorzano, a veces denominado simplemente ribagorzano, es una variedad dialectal del aragonés hablada principalmente en la mitad noroccidental y occidental de la Ribagorza, en el extremo nororiental del Somontano de Barbastro y el extremo norte del Cinca Medio (provincia de Huesca, Aragón, España). Este dialecto se subdivide a su vez en alto, medio y bajorribagorzano.
El aragonés ribagorzano tiene características en común con los dialectos vecinos del catalán, ya que aragonés y catalán, como casi todas las lenguas romances de Europa suroccidental, forman parte de un continuo dialectal.

## Características

### Fonética
- Palatalización de la l- inicial latina:
  - llobo, llugá.
- Palatalización de la l en los grupos latinos pl-, cl-, fl-, gl-, bl-:
  - flló, cllau, pllegá(r).
- Pérdida de la r final, que afecta también a la -r final de los infinitivos:
  - flló, llugá, pllegá(r).
- Persiste en muchos casos la -m- que en castellano han dado -mbr-, que empieza a estar presente en aragonés escrito medieval.
  - HOMINE > homne > home.
  - FAMEN > fame.
  - VIMEN > vime.
  - LEGUMEN > llegume.
  - NOMEN > nom.
  - LUMEN > llum.
  - EXAMEN > ixamen.
- Sin embargo también es posible hallar casos de -mbr-
  - bimbre, costumbre, ixambre, llumbre.

### Morfología
- Artículos: el, e(l)s, la, las.
- Verbos:
  - Morfema personal de 1ª persona plural acaba en -m o -n:
    - nusaltros cantam o nusatros cantán (en aragonés general no existe la -m final).

  - Gerundios acaban en -án, -én, -ín:
    - cantán, metén, partín

  - Pasado perfecto perifrástico tipo catalán con el verbo ir:
    - el ba cantá(r) en lugar de el cantó

  - Algunas formas verbales foráneas al aragonés sobre todo en la Baja Ribagorza:
    - yeba/eba en lugar de yera.
    - tu es y él e en lugar de tu yes y él ye.

Hay verbos en conjugaciones diferentes respecto al aragonés general. Por ejemplo querer (querer también en español) corresponde al ribagorzano querí.

### Sintaxis
Combinaciones de pronombres débiles de dativo y acusativo de tipo catalán, con un orden coincidente también con el francés (les lui):
- lo + li  > lo-i
- los+ li  > los-i
- la + li  > la-i
- las+ lis > las-i

## Subdialectos
El dialecto ribagorzano puede subdividirse en:
- Altorribagorzano o benasqués o patués
  - Alto benasqués
  - Bajo benasqués
- Mediorribagorzano o campés
- Bajorribagorzano
  - Grausino
  - Estadillano
  - Foncense

Cuadro de diferencias entre los subdialectos:
|                                 | Bajorribagorzano | Bajorribagorzano | Mediorribagorzano      | Altorribagorzano   | Altorribagorzano |
| Estadilla, 1888                 | Graus, 1910      | Campo, 1950      | Bisaurri-Renanué, 1950 | Benasque, 1975     |                  |
| Diminutivo -et                  | -é               | -é, a veces -et  | -et, a veces -é        | -et                | -et              |
| Diminutivo -iello               | -illo            | -illo            | -illo                  | -iello             | -iello           |
| Artículo                        | El, los, la, las | El, los, la, las | El, es, la, las        | El, y(l)s, la, las | El, els, la, les |
| Casos de no diptongación        | Pocos            | Pocos            | Algunos                | Algunos            | Muchos           |
| Desinencia de 1ª persona plural | -n               | -n               | -m                     | -m pero a veces -n | -m               |
| Desinencia de 2ª persona plural | -z               | -z               | -z                     | -ts                | -ts              |
| Fonema /z/ o /s/                | /z/              | /z/              | /z/                    | /s/                | /s/              |
| Formas del verbo estar          | E, eba           | E, eba           | Ye, eba                | Ye, yeba           | Ye, yera         |
| Infinitivos en -re              | No hay           | No hay           | No hay                 | Binre, beure       | Binre, beure     |
| Participios                     | -au, -iu         | -au, -iu         | -au, -iu               | -au, -eu, -iu      | -au, -eu, -iu    |
| Plurales femeninos              | -as              | -as              | -as                    | -as                | -es              |
| Pronombre de 1ª persona plural  | Nusatros         | Nusatros         | Nusotros               | Nusaltros          | Nusaltros        |